# 109
سنة 109 م (بالأرقام الرومانية: CIX) كانت سنة بسيطة تبدأ يوم الإثنين (الرابط يظهر نموذج الجدول الزمني الكامل للسنة) من التقويم اليولياني. بدأت تسمية السنة ب109 منذ العصور الوسطى المبكرة، عندما أصبح تقويم أنو دوميني هو الأسلوب السائد في أوروبا لتسمية السنوات.

## أحداث
- الكنيسة المسيحية تعلن نفسها كنيسة عالمية (كاثوليكية)